# Systropus macer
Systropus macer är en tvåvingeart som beskrevs av Friedrich Hermann Loew 1863. Systropus macer ingår i släktet Systropus och familjen svävflugor. Inga underarter finns listade i Catalogue of Life.